# ペルシパン
ペルシパン（独: Persipan、Parzipan）は、桃のラテン語 (persicus) とマジパン (marzipan) から作られた造語である。
マジパンと似ているが、アーモンドの代わりに杏もしくは桃の種の仁が使われている。挽いた仁40%と砂糖60%で作られている。仁には毒性のあるアミグダリンによる強い苦味があるため、使用前に解毒しなければならない。ペルシパン製品はマジパンと混用を避ける為、マジパン・シュトレン、ペルシパン・シュトレンといった具合にペルシパンの表示義務がある。0.5％のデンプンを含むので、ヨード検査などでマジパンと見分けるのは簡単である。
ペルシパンは一般的にマジパンの代わりとして、シュトレンのような甘い食べ物や菓子の材料として使われる。それ単体で食べることはまずない。最近では需要が増えており、マジパンとの価格差もあまり見られなくなっている。